# Леман, Трент
Трентон Лоусон «Трент» Леман (англ. Trenton Lawson "Trent" Lehman, 23 февраля 1961, Лос-Анджелес, Калифорния — 18 января 1982, Pacoima, Калифорния) — американский ребёнок-актёр.

## Юные годы и карьера
Леман, выросший в районе Лос-Анджелеса Арлета, наиболее известен по роли озорного среднего ребёнка Бентли «Бутча» Эверетта в ситкоме 70-х годов «Няня и профессор». До того, как получить свою самую известную роль, он также сыграл молодую Кристин Йоргенсен в фильме «История Кристины Йоргенсен», а также появлялся в эпизодах сериалов «Дымок из ствола» и «Чрезвычайная ситуация!». 
Последняя отмеченная роль Лемана была в 1973 году. В двенадцать лет у него возникли трудности с поиском работы, что привело к приступам депрессии. Позже в том же десятилетии его мать перевезла семью в Колорадо, но Леман решил вернуться в Калифорнию и поселился в квартире в Северном Голливуде.

## Смерть
За несколько дней до смерти Лемана он восстановил связь с Джозефом Алленом, своим одноклассником из начальной школы Вена Авеню в Пакойме, Калифорния. Аллен рассказал полиции, что Леман попросил у него пистолет, так как он был подавлен из-за разрыва с девушкой и недавнего ограбления его квартиры. Полиция не знала о краже со взломом до смерти Лемана.
18 января 1982 года Леман умер, повесившись на сетчатом заборе возле начальной школы Вена Авеню. Он учился в этой школе, прежде чем начал актёрскую карьеру.
Смерть Лемана, а также двух других бывших детей-актёров, Расти Хамера и Тима Хови, вдохновили Пола Петерсена основать A Minor Consideration — группу по защите прав детей-звёзд.